# Bohumil Čada
Bohumil Čada (* 2. března 1940) je český politik, bývalý senátor za obvod č. 46 – Ústí nad Orlicí a člen KDU-ČSL.

## Vzdělání, profese a rodina
Do roku 1990 pracoval jako ekonom zemědělského družstva. V roce 1990 byl zvolen předsedou Výboru lidové kontroly na tehdejším Okresním národním výboru v Ústí nad Orlicí. Mezi lety 1990-1992 působil jako zástupce přednosty okresního úřadu v Ústí nad Orlicí. V roce 1992 byl pověřen řízením tohoto úřadu. V letech 1993-1996 vykonával funkci přednosty okresního úřadu v Ústí nad Orlicí.

## Politická kariéra
Ve volbách 1996 se stal členem horní komory českého parlamentu, přestože jej v prvním kole porazil občanský demokrat Vladimír Zamazal v poměru 35,56 % ku 26,84 % hlasů. Ve druhém kole ovšem Čada získal 57,23 % hlasů a byl zvolen senátorem. Zasedal v Mandátovém a imunitním výboru a ve Výbor pro územní rozvoj, veřejnou správu a životní prostředí. Zastával post místopředsedy senátorského klubu KDU-ČSL. Ve volbách 1998 svůj mandát obhájil s 69,67 % hlasů ve druhém kole proti dalšímu občanskodemokratickému kandidátovi Lubomíru Hýblovi. V senátu se angažoval ve Výboru pro územní rozvoj, veřejnou správu a životní prostředí a stal se místopředsedou Stálé komise Senátu pro práci Kanceláře Senátu. Ve volbách 2004 již nekandidoval.